# Zeeshan Ali
Zeeshan Ali (* 1. Januar 1970 in Kalkutta, Westbengalen) ist ein ehemaliger indischer Tennisspieler.

## Leben
Ali, dessen Vater Akhtar Ali selbst Davis-Cup-Spieler und später Teamchef der indischen Davis-Cup-Mannschaft war, begann im Later von zehn Jahren mit dem Tennissport. 1986 erreichte er das Halbfinale des Juniorenturniers von Wimbledon, im darauf folgenden Jahr stand er an der Seite von Brett Steven im Doppelfinale des Juniorenturniers der US Open. 1987 und 1988 war er nationaler indischer Tennismeister.
Als Tennisprofi konnte er nicht an die Erfolge aus der Jugend anknüpfen. Im Einzel gelang ihm kein nennenswertes Resultat, im Doppel gewann er zwischen 1989 und 1990 drei Doppeltitel auf der ATP Challenger Tour. In den darauf folgenden Jahren spielte er zumeist auf Satellite-Turnieren; in den letzten Jahren seiner Karriere spielte er nur noch bei Turnieren in Dubai, wo er regelmäßig Wildcards erhielt, aber immer in der ersten Runde ausschied. Seine höchste Notierung in der Tennis-Weltrangliste erreichte er 1988 mit Position 126 im Einzel sowie Position 149 im Doppel.
Im Einzel konnte er sich nur ein einziges Mal für ein Grand-Slam-Turnier qualifizieren, unterlag jedoch 1989 in Wimbledon klar gegen Wally Masur. In der Doppelkonkurrenz erreichte er 1988 und 1989 an der Seite von Jonathan Canter jeweils die zweite Runde.
Ali spielte zwischen 1989 und 1994 neun Einzel- sowie vier Doppelpartien für die indische Davis-Cup-Mannschaft. Von seinen Einzelbegegnungen konnte er nur eine einzige gewinnen, und zwar das Spiel gegen Hidehiko Tanizawa beim 4:1-Sieg gegen Japan. Sein größter Erfolg mit der Mannschaft war die Teilnahme am Halbfinale der Weltgruppe 1993. Dort spielte er das letzte Einzel in der Partie gegen Australien, nachdem Indien schon 0:4 zurücklag, und war Jason Stoltenberg in zwei Sätzen klar unterlegen. Sein letzter Davis-Cup-Auftritt datiert aus dem Jahr 1994, in der Partie gegen die Vereinigten Staaten verlor er klar gegen Jim Courier und Todd Martin.
Bei den Olympischen Sommerspielen 1988 trat er im Einzel für Indien an. Nach einem Erstrundensieg über Víctor Caballero aus Paraguay war er in der zweiten Runde dem Schweizer Jakob Hlasek unterlegen.

## Turniersiege
| Legende                       |
| Grand Slam                    |
| Tennis Masters Cup            |
| ATP Masters Series            |
| ATP International Series Gold |
| ATP International Series      |
| ATP Challenger Tour (3)       |

### Doppel
| Nr. | Datum | Turnier      | Belag     | Partner       | Finalgegner                       | Ergebnis      |
| --- | ----- | ------------ | --------- | ------------- | --------------------------------- | ------------- |
| 1.  | 1989  | Kuala Lumpur | Hartplatz | Steve Guy     | Morten Christensen Peter Flintsoe | 6:4, 6:4      |
| 2.  | 1989  | Peking       | Hartplatz | Bruce Derlin  | Brian Devening Craig Johnson      | 6:4, 6:4      |
| 3.  | 1990  | Winnetka     | Hartplatz | Menno Oosting | Doug Flach Luis-Enrique Herrera   | 4:6, 6:3, 6:2 |